# 小行星5221
小行星5221（5221 Fabribudweis）是一颗绕太阳运转的小行星，为主小行星带小行星。该小行星于1980年3月16日发现。

## 轨道参数
小行星5221的轨道半长轴为3.2175149 UA，离心率为0.096。